# بويد بارتليت
بويد بارتليت (بالإنجليزية: Boyd Bartlett)‏ (و. 1897 – 1965 م) هو فيزيائي من الولايات المتحدة الأمريكية .

## التعليم
تعلم في جامعة كولومبيا، وBowdoin College

## جوائز
حصل على جوائز منها:
- وسام "العمل الشجاع في الحرب الوطنية العظمى 1941-1945
- وسام الاستحقاق.